# 巴蜀龙属
巴蜀龙（属名：Bashunosaurus，意为“巴蜀蜥蜴”）是一属疑似大鼻龙类的蜥脚下目恐龙，来自中国中侏罗世的下沙溪庙组。模式种兼唯一种是开江巴蜀龙（Bashunosaurus kaijiangensis）。

## 发现历史
“开江巴蜀龙”之名首次出现于欧阳辉（1989年）的文雅龙描述中，但因缺乏描述或鉴定而成为裸名，然而李奎等人（1999年）却将命名者及时间认定为“Kuang，1996”并仍将其视为裸名。巴蜀龙最终由Kuang在2004年正式命名。

## 分类
巴蜀龙的确切分类尚不清楚，不同作者给出了不同看法。李奎等人（1999年）认为它属于圆顶龙科，而Kuang（2004年）给出其在圆顶龙亚科中一个更确切的位置：比文雅龙更衍生、比圆顶龙更原始。莫利纳－佩雷兹和拉腊门迪（2020年）将其列为新蜥脚类但不予置评。Dai等人（2022年）将其与新分类单元渝州龙进行比较，指出其被描述为大鼻龙类的事实，尽管他们也提醒说需要重新评估以在分类上确认这一点。